# Trochosippa malayana
Trochosippa malayana är en spindelart som först beskrevs av Carl Ludwig Doleschall 1859.  Trochosippa malayana ingår i släktet Trochosippa och familjen vargspindlar. Inga underarter finns listade i Catalogue of Life.